# Оден, Томас
Томас Кларк Оден (Оудэн) (англ. Thomas Oden, 21 октября 1931, Алтус, Оклахома — 8 декабря 2016) — американский богослов Объединённой методистской церкви и духовный писатель, один из самых влиятельных богословов XX — начала XXI века. Педагог, профессор теологии и этики. Видный деятель экуменического и евангельского христианского движения. Считается основателем палео-ортодоксии (палеоправославного), христианского протестантского богословского движения конца XX-го — начала XXI века.

## Биография
Родился в семье адвоката и преподавателя музыки. В молодости решал, кем стать: адвокатом или методистским священнослужителем. В 1953 году окончил Университет Оклахомы, затем Южный методистский университет (1956). Получил степень магистра в 1958 году, в 1960 году в Йельском университете стал доктором философии.
Читал лекции по теологии и религиоведению в Йельском, Южном методистском, Гейдельбергском, Папском Григорианском, Московском государственном университетах и Принстонской духовной семинарии.
В 1954 году стал диаконом, позже — пресвитером и епископом, возглавив в 1956 году Объединённую методистскую церковь. Внутри и за пределами методистской церкви был одним из лидеров конфессионального движения, межконфессионального евангелического движения в протестантском мейнстриме (США). С 1992 по 2010 год — соредактор евангельской газеты «Christianity Today» («Христианство сегодня»).
Опубликовал ряд книг, которые, по его словам, являются инструментами для пропаганды «классического христианства». Оден предположил, что христианам нужно полагаться на мудрость исторической Церкви, особенно на раннюю Церковь, а не на современную науку и теологию, которые часто, по его мнению, запятнаны связями с политикой. 

«Моя основная цель — представить упорядоченный взгляд на веру христианской общины, в которой, как правило, существует основное согласие между традициями Востока и Запада, включая католицизм, протестантизм и православие».

## Избранная библиография
- The Crisis of the World and the Word of God, 1962
- Radical Obedience: The Ethics of Rudolf Bultmann, 1964
- The Community of Celebration, 1964
- Kerygma and Counseling, 1966
- Contemporary Theology and Psychotherapy, 1967
- The Structure of Awareness, 1969,1978 (Standard Book #:687-40075-9)
- The Promise of Barth, 1969
- Beyond Revolution, 1970
- The Intensive Group Experience, 1972
- After Therapy What?, 1974
- Game Free: the Meaning of Intimacy, 1974
- Should Treatment Be Terminated?, 1976
- TAG: The Transanctional Game, 1976
- Parables of Kierkegaard, 1978
- Agenda for Theology, 1979, rpt as After Modernity…What?, 1992 (ISBN 0-310-75391-0)
- Guilt Free, 1980
- Pastoral Theology: Essentials of Ministry, 1983 (ISBN 0-06-066353-7)
- Care of Souls in the Classic Tradition, 1984
- Conscience and Dividends, 1985
- Crisis Ministries, was Vol 1 Classical Pastoral Care Series, 1986, rpt as Vol 4, 1994
- Becoming a Minister, Vol 1 Classical Pastoral Care Series, 1986, 1994
- The Living God, Systematic Theology, Vol 1, 1987, 1992
- Doctrinal Standards in the Wesleyan Tradition, 1988, rev 2008 (ISBN 0-310-75240-X)
- Phoebe Palmer: Selected Writings, 1988
- Ministry Through Word and Sacrament, Vol 4 Classical Pastoral Care Series, 1988, rpt 1994
- The Word of Life Systematic Theology, Vol 2, 1989, rpt 1992, 1998
- First and Second Timothy and Titus: Interpretation, 1989, rpt 2012
- Pastoral Counsel, Vol 3 Classical Pastoral Care Series, 1989, rpt 1994
- Life in the Spirit, Systematic Theology, Vol 3, 1992 rpt 1994,1998
- Two Worlds: Notes on the Death of Modernity in America and Russia, 1992
- The Transforming Power of Grace, 1993 (ISBN 0-687-42260-4)
- John Wesley’s Scriptural Christianity: A Plain Exposition of His Teaching on Christian Doctrine, 1994 (ISBN 0-310-75321-X)
- Corrective Love: The Power of Communion Discipline, 1995 (ISBN 0-570-04803-6)
- Requiem: A Lament in Three Movements, 1995 (ISBN 0-687-01160-4)
- The Justification Reader, 2002
- The Rebirth of Orthodoxy: Signs of New Life in Christianity, 2003 (ISBN 0-06-009785-X)
- One Faith: The Evangelical Consensus (в соавт. J. I. Packer), 2004 (ISBN 0-8308-3239-4)
- The Humor of Kierkegaard: An Anthology, 2004
- Turning Around the Mainline: How Renewal Movements Are Changing the Church, 2006
- How Africa Shaped the Christian Mind, 2007, pb 2010
- Good Works Reader, Classic Christian Reader Series, 2007
- Classic Christianity: A Systematic Theology, 2009 (ISBN 978-0061449710)
- In Search of Solitude: Living the Classic Christian Hours of Prayer, 2010
- The African Memory of Mark: Reassessing Early Church Tradition, 2011
- Early Libyan Christianity, 2011
- John Wesley’s Teachings

Vol 1: God and Providence, 2012 (ISBN 978-0310328155)
Vol 2: Christ and Salvation, 2012 (ISBN 978-0310492672)
Vol 3: Pastoral Theology, 2013 (ISBN 978-0310587095)
Vol 4: Ethics and Society, 2014 (ISBN 978-0310587187)
- A Change of Heart: A Personal and Theological Memoir, 2014
- Classical Pastoral Care series reprint, 1994

Vol 1: Becoming A Minister (ISBN 0-8010-6763-4)
Vol 2: Ministry through Word and Sacrament (ISBN 0-8010-6764-2)
Vol 3: Pastoral Counsel (ISBN 0-8010-6765-0)
Vol 4: Crisis Ministries (ISBN 0-8010-6766-9)
- General editor, Ancient Christian Commentary on Scripture that Oden describes as a multi-volume patristic commentary on Scripture by the «fathers of the church» spanning «the era from Clement of Rome (fl. c. 95) to John of Damascus (c.645-c.749).»[4] Detailed information about the set can be found at the publisher

Эссе
- Ancient & Postmodern Christianity: Paleo-Orthodoxy in the 21st Century, Essays In Honor of Thomas C. Oden, Christopher Hall and Kenneth Tanner, eds, 2002 (ISBN 0-8308-2654-8)
- Another essay in honor of Thomas C. Oden, «in the wesleyan theological heritage», also edited with help from Leicester R. Longden ISBN 978-0310754718, ISBN 0310754712